# Stubbe – Von Fall zu Fall: In dieser Nacht
In dieser Nacht ist ein deutscher Fernsehfilm von Oren Schmuckler aus dem Jahr 2012. Es handelt sich um den vierundvierzigsten Filmbeitrag der ZDF-Kriminalfilmreihe Stubbe – Von Fall zu Fall mit Wolfgang Stumph in der Titelrolle.

## Handlung
In einem Waldhotel feiern die Anwälte Molin, Borg und Tietz bis spät in die Nacht. Extrem betrunken haben sie keine Hemmungen mehr und belästigen die Servicekraft Tanja Kessler. Am nächsten Morgen wird Georg Tietz neben den Müllcontainern mit heruntergelassener Hose tot aufgefunden. Die Polizei wird verständigt und die Kommissare Stubbe und Zimmermann ermitteln. Aufgrund von Regen in der Nacht sind viele der Spuren unbrauchbar, aber eine Überwachungskamera auf dem Parkplatz gibt einen Hoffnungsschimmer. Da taucht plötzlich Tanja mit zerrissenen Kleidern und völlig verstört vor dem Waldhotel auf. Im Krankenhaus stellt der Arzt eine „Dissoziative Amnesie“ fest, sodass Stubbe von ihr vorerst keine Antworten auf seine Fragen bekommen wird. Ein starkes Hämatom und diverse großflächige Hautabschürfungen lassen darauf schließen, dass sie sich gegen einen Angreifer gewehrt haben muss. Ein direkter sexueller Missbrauch kann allerdings nicht mit Sicherheit festgestellt werden.
Kommissar Stubbe befragt die Kollegen, mit denen Tietze gefeiert hatte. Molin und Borg berichten allerdings nichts Außergewöhnliches. Nach ihren Angaben sei nichts Besonderes geschehen, sie hätten ganz normal gefeiert. So versucht Stubbe über die kriminaltechnischen Ergebnisse mehr herauszufinden. Seit kurzem arbeitet hier Stubbes neue Kollegin Marlene Berger, mit der er sich gut versteht. Sie kann nachweisen, dass eine am Tatort gefundene Taschenlampe der Gegenstand war, mit dem Tietze erschlagen wurde. Die gerichtsmedizinische Untersuchung des Opfers bringt zutage, dass Tietze aufgrund einer entzündeten Prostata zu dieser Zeit nicht sexuell aktiv sein konnte. Daraus schließen die Ermittler, dass Tietze nur Zeuge des Überfalls auf Tanja war und deshalb sterben musste. Nach Aussage von Tanjas Kollegin Gerti hatten die drei Anwälte vor ein paar Wochen schon einmal im Hotel gefeiert und sehr eindeutig sexuelle Handlungen von ihr gefordert. Damit gibt es Diskrepanzen zu den Aussagen von Molin und Borg, was eine erneute Befragung der Anwälte nötig macht. Neue Erkenntnisse ergeben sich durch die Aussagen jedoch leider nicht. Lediglich das arrogante Auftreten von Borg macht ihn für Stubbe verdächtig, was ihm aber bei der Lösung des Falls nicht direkt hilft.
Stubbe hofft, dass sich Tanja Kessler aus ihrem Gedächtnisverlust löst, doch Tanja schwebt noch immer wie entgeistert über den Dingen und findet zur aktuellen Realität keinen Bezug. Im Krankenhaus trifft der Kommissar auf Tanjas Stiefbruder, von dem er erfährt, dass es zur Zeit familiäre Unstimmigkeiten gibt, die er zu klären versucht. Der Kommissar hat aber nicht den Eindruck, dass Andreas Kessler deshalb seiner Schwester Gewalt angetan haben könnte. Bei der Befragung erfährt Stubbe aber, dass Tanja angeblich mit dem Koch aus dem Hotel eng befreundet war. Damit rückt Klaus Bettmer in den Fokus der Ermittlungen. Damit alle Puzzleteile richtig zusammengefügt werden können, treffen sich Stubbe und Zimmermann mit den Angestellten des Hotels, um dort die Abläufe am Tatabend noch einmal zu rekonstruieren. Stubbe befragt als erstes Klaus Bettmer, dessen Angaben immer wieder widersprüchlich erscheinen. Was Bettmer nicht weiß, auch Tanja wurde aus dem Krankenhaus zu dem Termin geholt, da sich die Ermittler erhoffen, dass sie sich erinnert. So in die Enge getrieben gibt Bettmer zu, Tietze mit der Taschenlampe niedergeschlagen zu haben, weil dieser Tanja belästigt hätte. Doch Stubbe sagt Bettmer auf den Kopf zu, dass er aus Frust, weil Tanja nichts von ihm wissen wollte, zur Gewalt gegriffen hätte und sich nehmen wollte, was ihm seiner Meinung nach zustand.

## Nebenhandlung
Nach Jahren ohne seine Ehefrau Caroline, gelingt es Wilfried Stubbe wieder Gefühle für eine Frau zu entwickeln, die auch erwidert werden. Mit seiner neuen Kollegin Marlene Berger versteht er sich immer besser – auch ohne viel Worte.

## Hintergrund
Der Film wurde vom 12. September bis zum 11. Oktober 2011 in Hamburg und Umgebung gedreht.

## Rezeption

### Einschaltquote
Die Erstausstrahlung von In dieser Nacht am 14. Januar 2012 im ZDF erreichte 8,85 Millionen Zuschauer und einen Marktanteil von 27,9 Prozent.

### Kritik
Rainer Tittelbach von tittelbach.tv meinte: „Das gelegentlich etwas betulich daherkomm[ende][…] Familiengedöns, ist bei ‚In dieser Nacht‘ das Bessere an [der] Episode.“ Stubbe-Privat „interessiert mehr als dieser banale Whodunit mit dem ewigen kluger-Bulle-dämlicher-Bulle-Muster und mit Kollege Zimmermanns unerhört penetranten Ermittlungsstil mit diesem ständigen Unterstellungs-Unterton.“ „Moralisch ist die Wut auf den Zynismus der Anwälte vertretbar, dramaturgisch ist das äußerst billig. Die Diskrepanz zwischen der Qualität der Privatgeschichten und der Qualität des Falls hat auch etwas mit der Qualität des Spiels [der Schauspieler] zu tun.“
Prisma.de stellte fest: „Seit 1995 ermittelt Wolfgang Stumph nun schon in seiner Erfolgsrolle als Kriminalhauptkommissar Wilfried Stubbe, mit dem Fall ‚Stubbe - Von Fall zu Fall - In dieser Nacht‘ schrieb er Fernsehgeschichte, holte der Krimi doch mit 8,91 Millionen Zuschauer (27,9 Prozent Marktanteil) den absoluten Bestwert aller bisher ausgestrahlten Samstagskrimis des ZDF.“
Die Kritiker der Fernsehzeitschrift TV Spielfilm meinten, „gestalterisch und erzählerisch bietet dieser Krimi zwar nur solides Mittelmaß, Stumph punktet aber einmal mehr mit Menschlichkeit und Charme“. Sie urteilten, „Stubbe enttäuscht seine vielen Fans nicht“ und vergaben dem Film die bestmögliche Wertung (Daumen nach oben).